# Албень (Горж)
Албень, Албені (рум. Albeni) — село у повіті Горж в Румунії. Адміністративний центр комуни Албень.
Село розташоване на відстані 207 км на захід від Бухареста, 25 км на схід від Тиргу-Жіу, 80 км на північ від Крайови.

## Населення
За даними перепису населення 2002 року у селі проживали 1692 особи, усі — румуни. Усі жителі села рідною мовою назвали румунську.